# 中国国際航空宇宙博覧会
中国国際航空宇宙博覧会（ちゅうごくこくさいこうくううちゅうはくらんかい、中: 中国国际航空航天博览会）または珠海航展は2年ごと（偶数年）に中国広東省珠海市（珠海金湾空港）で開催される航空ショーである。

## 概要
第1回は1996年11月5日から10日まで開催。以降偶数年おきに行われている。中国を代表する航空ショーで新機種が報道陣に対して公開される。普段は一般の目には触れないような機体も展示される場合がある。
近年では八一飛行表演隊による曲技飛行も行われている。
第11回（2016年）より、トレードディ、パブリックディ共に当日券の発売が行われなくなった。パブリックディは1日8万枚までの事前発売となった。

## 公開された機体

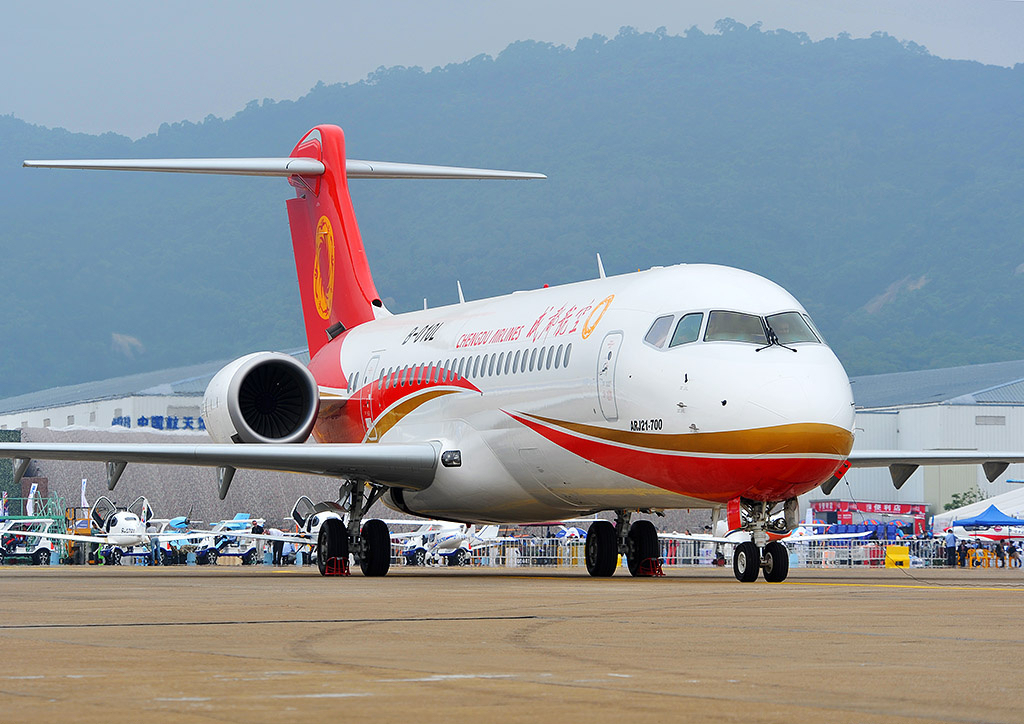
ARJ21
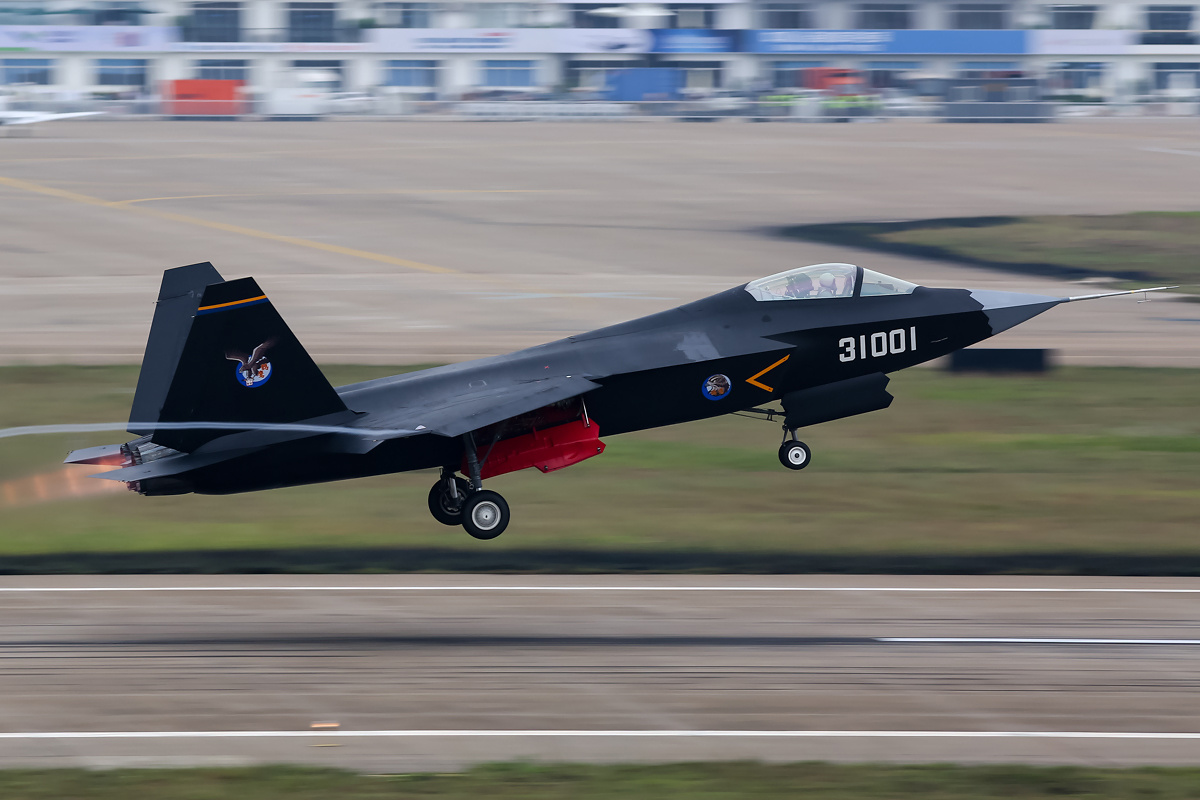
J-31
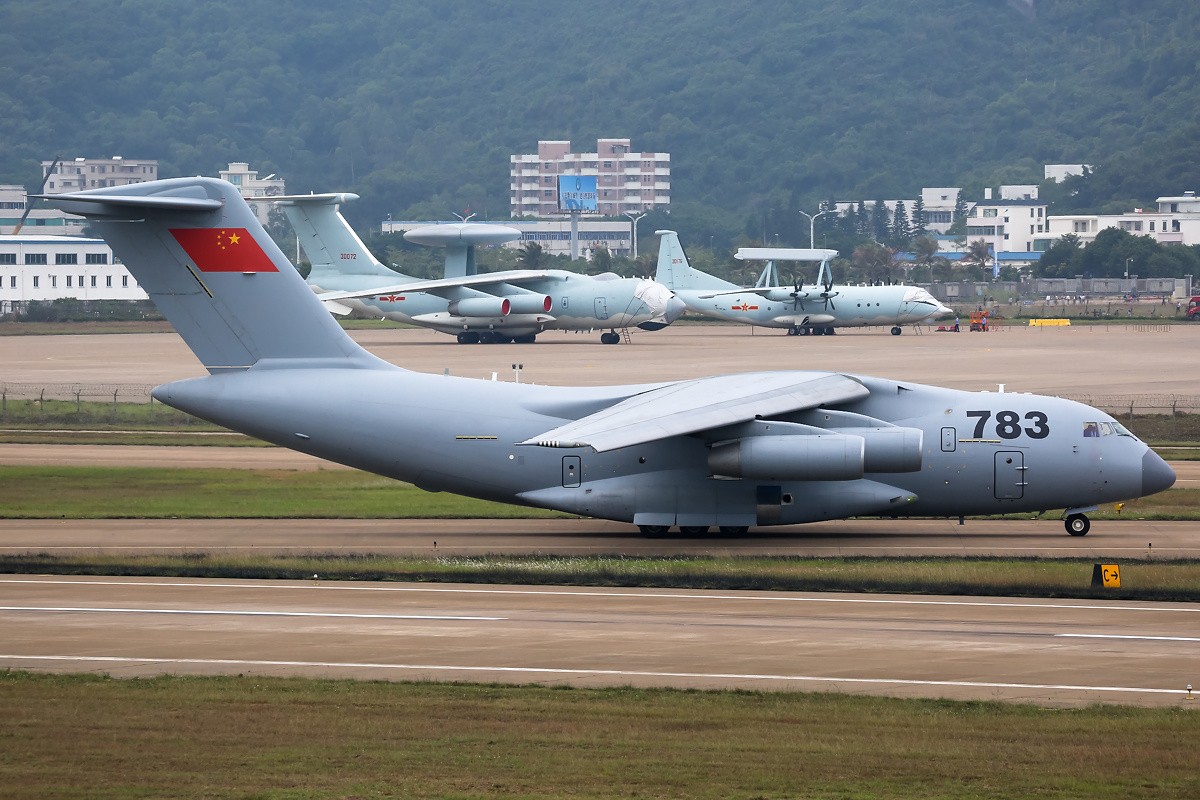
Y-20
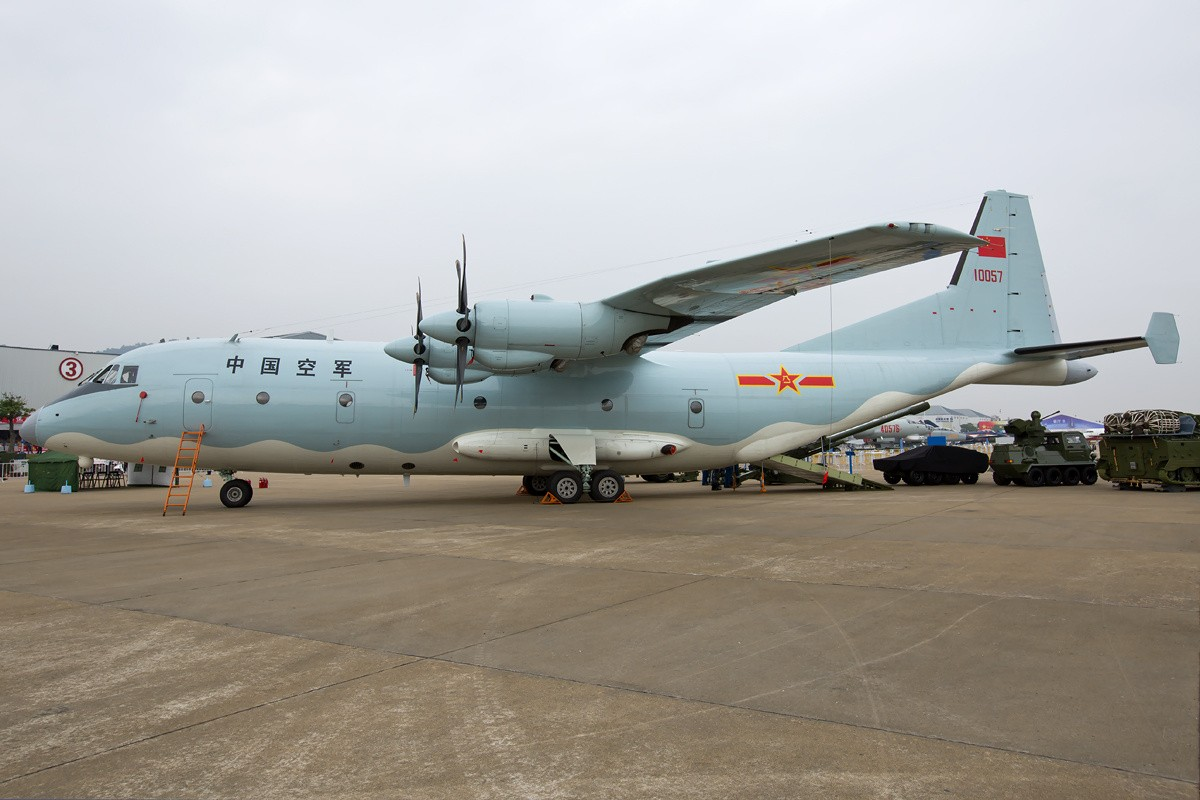
Y-9